# Urs Lott
Urs Lott, né le 30 décembre 1948, mort à Zurich le 18 juin 2012, est un joueur professionnel suisse de hockey sur glace. Il est le frère de Jürg Lott, également joueur de hockey.

## Biographie
Il devient champion de Suisse de LNA pour la première de sa carrière en 1967 avec le EHC Kloten. En 1974, il quitte son club formateur pour rejoindre le Zürcher SC en LNB, où il reste deux saisons. Il rejoint en 1976 le HC Bienne, où il forme la ligne d'attaque des « L » avec ses coéquipiers Steve Latinovich et Bob Lindberg, et remporte son deuxième titre en 1978. Il met un terme à sa carrière en 1980. Il participe à quelque matchs avec GC pour aider l'équipe à conserver sa place en LNB.
Il a joué 55 matchs internationaux avec l'équipe de Suisse, dans laquelle la ligne qu'il formait avec Walter Dürst et Jürg Berger était surnommé Atomsturm.